# Tim Ariesen
Tim Ariesen, né le 20 mars 1994 à Rhenen, est un coureur cycliste néerlandais.

## Biographie
Tim Ariesen naît le 20 mars 1994 aux Pays-Bas.
De 2007 à 2010, il court pour l'équipe de club WV Valley Riders AXA, où il termine 2e du championnat des Pays-Bas de cyclo-cross juniors, puis pour l'UWTC De Volharding de 2011 à 2012, et enfin pour Croford en 2013.
En 2014, il est recruté par l'équipe continentale néerlandaise Jo Piels. 
En 2015, il remporte le classement général de la Carpathian Couriers Race, puis le Grand Prix des Marbriers.
Au deuxième semestre 2016, il signe un contrat avec la formation néerlandaise Roompot-Nederlandse Loterij. Il rejoint l'équipe chinoise Ningxia Sports Lottery-Livall en juillet 2018.

## Palmarès sur route

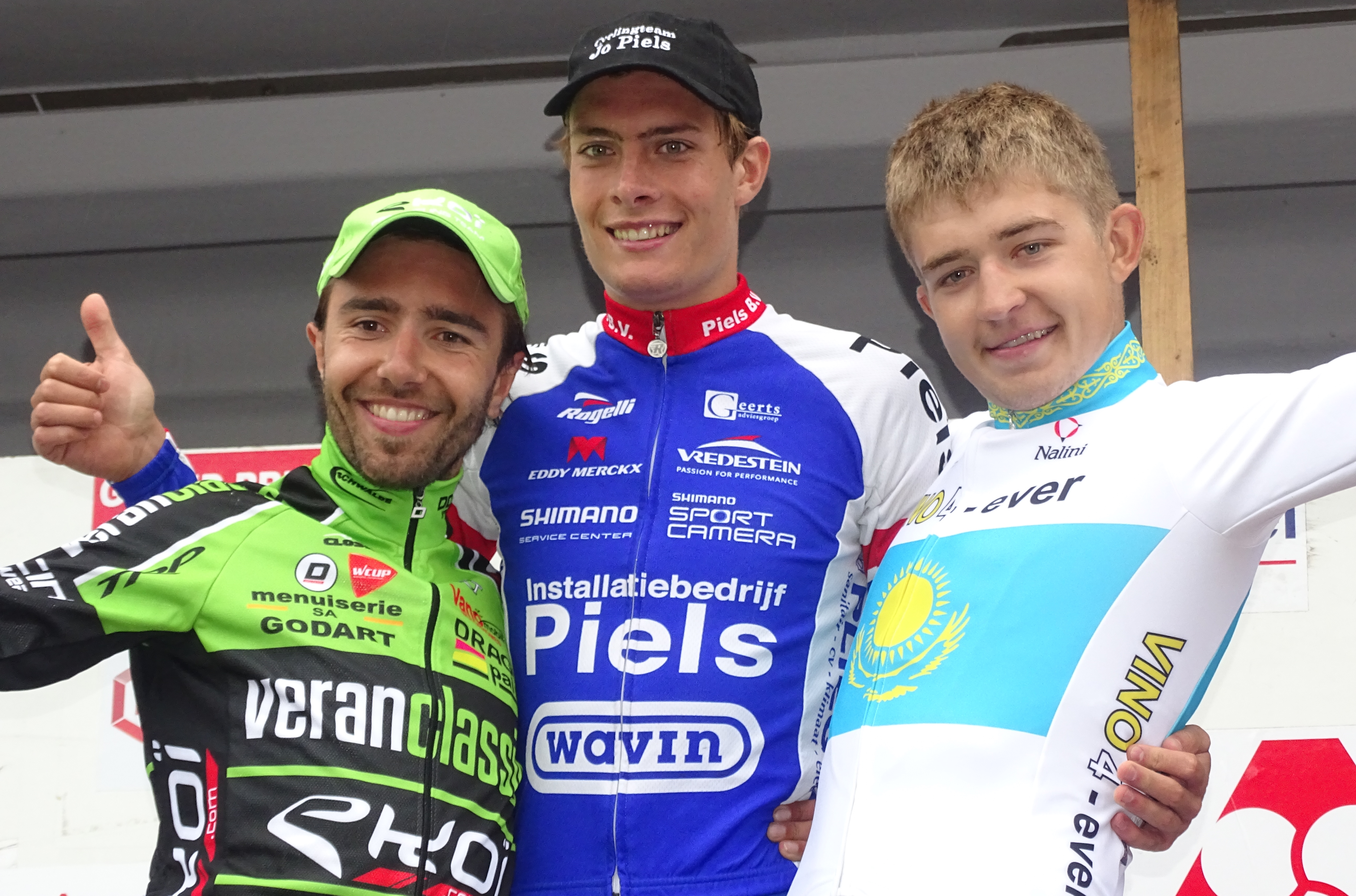
Podium de l'édition 2015 du Grand Prix des Marbriers : Serge Dewortelaer (2e), Tim Ariesen (1er) et Oleg Zemlyakov (3e).

### Par année
- 2015[1]
  - Classement général de la Carpathian Couriers Race
  - Grand Prix des Marbriers
- 2016
  - 2e du championnat des Pays-Bas sur route espoirs

### Classements mondiaux
| Année           | 2014 | 2015 | 2016   | 2017   |
| --------------- | ---- | ---- | ------ | ------ |
| UCI Europe Tour | 941e | 102e | 1 281e | 1 111e |

## Palmarès en cyclo-cross
- 2011-2012
  - 2e du championnat des Pays-Bas de cyclo-cross juniors